# Hypoplectrus gemma
Hypoplectrus gemma is een straalvinnige vissensoort uit de familie van zaag- of zeebaarzen (Serranidae). De wetenschappelijke naam van de soort werd voor het eerst geldig gepubliceerd in 1882 door Goode & Bean.